# Cẩm Thạch, Cẩm Xuyên
Cẩm Thạch là một xã thuộc huyện Cẩm Xuyên, tỉnh Hà Tĩnh, Việt Nam.

## Vị trí địa lý
Xã Cẩm Thạch nằm ở phía tây bắc của huyện Cẩm Xuyên, cạnh Hồ Bộc Nguyên và tiếp giáp với huyện Thạch Hà.